# Aérospatiale Alouette II
Aérospatiale Alouette II (z fr. skowronek) – lekki śmigłowiec początkowo produkowany przez Sud Aviation, a później przez francuski koncern Aérospatiale. Pierwszy śmigłowiec napędzany silnikiem turbinowym, a nie jak poprzednicy silnikiem tłokowym.
Używany głównie jako wojskowy śmigłowiec obserwacyjny, zwiadowczy, ratunkowy, do szkolenia i treningów, ale także do przenoszenia pocisków przeciwpancernych Nord AS.10 lub AS.11 i torped samonaprowadzających. Jako śmigłowiec cywilny służył do ewakuacji i transportu rannych (na dwóch parach zewnętrznych noszy), do opryskiwania upraw oraz jako latający dźwig o nośności 500 kg.

## Historia
Chociaż poprzedni śmigłowiec wytwórni SNCA Sud-Est (SNCASE) typu SE 3120 Alouette, pobił w lipcu 1953 wszystkie rekordy prędkości i zasięgu śmigłowca, to był zbyt skomplikowany aby odnieść sukces rynkowy. Rząd francuski widząc te sukcesy zainteresował się projektem i udzielił wsparcia finansowego wytwórni stawiając jednocześnie ultimatum, że w ciągu 2 lat śmigłowiec ma być gotowy do produkcji, albo wszystkie projekty dotyczące wiropłatów zostaną zaniechane. SNCASE opracowała 7 prototypów napędzanych silnikami tłokowymi: X 310A – X 310G. Trochę wcześniej Józefowi Szydłowskiemu polskiemu konstruktorowi, który założył we Francji wytwórnię silników Turboméca udało się opracować 260 konny silnik turbinowy Artouste, zbudowany na podstawie jego wcześniejszych doświadczeń z turbiną Orédon. Do zabudowania nowego silnika wybrano prototyp oznaczony jako X 310G, który okazał się na tyle udany, że rozpoczęto jego produkcję pod nazwą SE 3130 Alouette II. Podwozie śmigłowca stanowiły płozy, a napęd był przenoszony na główny trójpłatowy wirnik i śmigło ogonowe o dwóch płatach umieszczone na końcu charakterystycznej kratownicowej belki ogonowej.
Pierwszy lot SE-3130 odbył się 12 marca 1955 roku, a 3 miesiące później, 6 czerwca, przedprodukcyjny egzemplarz Alouette II pilotowany przez Jeana Bouleta ustanowił nowy rekord wysokości dla śmigłowca wynoszący 8209 m, poprawiając go 13 czerwca po wzbiciu się na 10984 m.
3 lipca 1956 roku śmigłowiec Alouette II jako pierwszy na świecie wziął udział w akcji ratowniczej w górach, ratując alpinistę, który dostał zawału serca na wysokości 4000 m, a 3 stycznia 1957 ratując załogę śmigłowca Sikorsky S-58 poszukującego dwóch zaginionych alpinistów na szczycie Mont Blanc.
Alouette II dostał krajowy certyfikat lotniczy 2 maja 1957 roku.
Pierwsze egzemplarze wyprodukowano na potrzeby armii francuskiej i odbiorców cywilnych, a do zakończenia produkcji w 1975 roku fabrykę opuściło 1500 śmigłowców Alouette II, będąc używanych w ponad 80 krajach, na wyposażeniu 47 armii. Licencyjnie budowano go także w Szwecji i USA. Największym użytkownikiem Alouette II są Niemcy z 226 sztukami SA-315B i 54 sztukami SA-318C. Wiele z nich nadal pozostaje w służbie w armiach całego świata do dziś.
Oznaczenie śmigłowca zmieniło się na SE-313B po fuzji SNCASE z Sud Aviation, które ostatecznie zostało wchłonięte przez Aérospatiale w roku 1970.
W 1961 zastosowano nowy silnik Astazou IIA tworząc wersję SA-318C, która była wyprodukowana w znacznej liczbie 1303.
W 1963 Alouette II stał się pierwszym komercyjnym śmigłowcem napędzanym silnikiem turbinowym w USA.
Ostatnim wariantem śmigłowca był SA-315B Lama, zbudowany specjalnie dla armii Indii będący kombinacją kadłuba z Alouette II z mocnym silnikiem i układami przeniesienia napędu od Alouette III. Aérospatiale wyprodukowało 407 egzemplarzy tej wersji do 1989 roku, natomiast Indyjska firma HAL produkuje je w niewielkich ilościach do dzisiaj. Śmigłowce te znane są jako Cheetah.

## Wersje śmigłowca Alouette II
- SE 3130 Alouette II – po 1967 przemianowany na SA 313B Alouette II
- SE 3131 Gouverneu – wersja dla VIP-ów, która doprowadziła do powstania Alouette III
- SE 3140 Alouette II
- HKP 2 Alouette II – szwedzka wersja licencyjna modelu SE 3130
- SE 3150 Alouette Astazou – z turbowałowym silnikiem Turboméca Astazou IIA o mocy 550 KM (obniżoną do 360 KM) i wzmocnioną przekładnią główną od Alouette III
- SE 3180 Alouette II – po 1967 przemianowany na SA 318C Alouette II pochodzący od SE 3150
- SA-315B Lama – pochodzący od modelu SE 3150, zaprojektowany do operowania na dużych wysokościach z silnikiem Turboméca Astazou IIIB o mocy 650 kW (870 KM) obniżonej do 410 kW (550 KM). Na tej wersji śmigłowca ustanowiono do dziś nie pobity na żadnym typie śmigłowca rekord wysokości wynoszący 12442 m.
- HAL Cheetah – indyjska wersja licencyjna modelu SA 315B Lama, około 270 sztuk.
- HAL Lancer – zmodyfikowana wersja śmigłowca Cheetah do zadań przeciwpartyzanckich.
- HAL Cheetal – Cheetah z silnikiem Safran Turbomeca TM333-2M2; prędkość 210 km/h, zasięg 640 km, długotrwałość lotu 3,5 h, 30 sztuk przebudowano[2].

## Użytkownicy
- Austria (16)
- Belgia (39)
- Kambodża (8)
- Kongo (3)
- Dominikana (2)
- Francja (363) – francuskie śmigłowce weszły na uzbrojenie sił powietrznych w 1956 r. i służyły głównie jako maszyny szkolne. W trakcie swojej służby pozwoliły wyszkolić ponad 1300 pilotów Francuskich Sił Powietrznych. 28 czerwca 1996 r., podczas specjalnej uroczystości wycofano ostatnie cztery maszyny. Znajdowały się one w składzie jednostki szkolnej Centre d'instruction des équipages d'hélicoptères 341 w bazie 101 Toulouse-Francazal[3].
- Niemcy (267)
- Indie (?)
- Indonezja (3)
- Izrael (4)
- Wybrzeże Kości Słoniowej (2)
- Laos (2)
- Liban (3)
- Meksyk (2)
- Maroko (7)
- Holandia (8)
- Peru (6)
- Portugalia (7)
- Południowa Afryka (7)
- Szwecja (25)
- Szwajcaria (30)
- Tunezja (8)
- Wielka Brytania (17)